# Нижамурлаг
Нижамурла́г (Ни́жне-Аму́рский исправи́тельно-трудово́й ла́герь) — подразделение, действовавшее в системе исправительно-трудовых учреждений СССР.

## История
Нижамурлаг был создан в 1938 году.
Управление Восточного ИТЛ в составе Строительства 500 располагалось первоначально в городе Комсомольск-на-Амуре, Хабаровский край, затем в посёлке Хунгари, Хабаровский край, и позднее в посёлке Мули (ныне посёлок Высокогорный), Хабаровский край.
В оперативном командовании он подчинялся первоначально Управлению железнодорожного строительства на Дальнем Востоке (УЖДС на ДВ), затем Главному управлению лагерей железнодорожного строительства (ГУЛЖДС), затем Управлению строительства 500, затем Восточному управлению строительства и лагерей БАМ, позднее вновь вошёл в структуру ГУЛЖДС. После реформирования системы правоохранительных органов вошёл в состав Главного управления лагерей (ГУЛАГ) Министерства юстиции, затем в состав ГУЛАГ Министерства внутренних дел и позднее был переподчинён Управлению исправительно-трудовых лагерей и колоний Управления внутренних дел Хабаровского края.
Максимальное единовременное количество заключённых могло составлять более 64 000 человек.
Нижамурлаг был закрыт 1947 году, вновь создан в 1948 году и окончательно прекратил своё существование в 1955 году.

## Производство
Основным видом производственной деятельности заключённых было промышленное, железнодорожное и гражданское строительство.

## Начальники
- Успенский Д. В., с 05.10.1939 по 30.12.1939 и с 04.10.1945 по 03.03.1946
- Большаков Г. П., с 04.01.1940 — ?
- Барабанов В. А., не позднее 03.03.1941 — по 25.01.1942
- Ориентлихерман Г. М., с 07.05.1942 по 08.09.1942
- Петренко И. Г., с 08.09.1942 — не ранее 25.09.1945
- Кучин Н. С., с 03.03.1946 по 03.10.1947
- Орловский И. И., с 29.09.1948 по 02.06.1952
- Козлов А. В., с 02.06.1952 — не ранее 29.11.1952
- Желонкин И. А., с 01.04.1953 — не ранее 17.04.1954
- Акимов ?. ?. (упом. 06.1942)
- Ефимов Н. Л. (упом. 15.01.1951)
- Овчаров С. Я., с 15.01.1947 — ?
- Ефимов Н. Л., не позднее 26.05.1943 — по 12.10.1951
- Желонкин И. А., с 13.10.1951 — ? (упом. 12.1953)